# Komska pokrajina
Komska pokrajina (perz. استان قم; Ostān-e Kom) je jedna od 31 iranske pokrajine. Smještena je na sjevernom dijelu zemlje, a omeđena je Teheranskom pokrajinom na sjeveru, Semnanskom pokrajinom na istoku, Isfahanskom pokrajinom na jugu, te Markazijem na zapadu. Komska pokrajina ima površinu od 11.526 km², a prema popisu stanovništva iz 2006. godine u njoj je živjelo 1,064.546 stanovnika. Sjedište pokrajine smješteno je u gradu Komu.

## Okruzi
- Komski okrug

## Vanjske poveznice
- (perz.) Službene stranice Komske pokrajine  Arhivirana inačica izvorne stranice od 5. veljače 2011. (Wayback Machine)

Ostali projekti
|  | Zajednički poslužitelj ima još gradiva o temi Komska pokrajina |